# David Bissett (bobsleista)
David Bissett (ur. 26 września 1979 w Lethbrigre) – kanadyjski bobsleista (hamulcowy), brązowy medalista olimpijski w bobslejach czwórkach w 2010 roku. Wicemistrz świata w czwórkach w 2007 roku. Uczestniczył w Zimowych Igrzyskach Olimpijskich w 2006 i 2010, gdzie startował zarówno w dwójkach jak i czwórkach.

## Football
Przed rozpoczęciem treningów bobslejowych David Bissett grał w football kanadyjski.

## Bobsleje

### 2005/2006
David Bissett uprawia bobsleje od 2005 roku, od tego samego jest w reprezentacji Kanady.
W Igrzyskach Olimpijskich w Turynie w 2006 roku, zajął miejsca 11 w dwójce i 18 w czwórce. Zarówno w dwójkach jak i czwórkach pilotem bobsleja był Serge Despres. W czwórce skład był uzupełniony przez Nathana Cunninghama oraz Steve'a Larsena.

### 2006/2007
Na początku sezonu 2006/2007 David Bissett występował jedynie w czwórkach, pilotowanych przez Pierre'a Luedersa zajmując kolejno 3. miejsce w Calgary, oraz 4. miejsce w Park City i Lake Placid. Rok 2007 rozpoczął od 5 miejsca w Igls. Następnym zawodami były Mistrzostwa Świata w St. Moritz, na których reprezentacja Kanady zdobyła srebrny medal. Po Mistrzostwach Świata Bisset był w załodze zarówno czwórek jak i dwójek. Do końca sezonu oprócz konkursów w Cesana Pariol oraz w dwójkach w Winterbergu David Bissett zajmował zawsze miejsca na podium jednakże tylko w Königssee zdobył pierwsze miejsce.

### 2007/2008
Sezon 2007/2008 nie był tak udany jak poprzedni, David Bissett jak w poprzednim roku był w załodze z Pierre'em Luedersem. Kanadyjczyk rozpoczął od trzeciego miejsca w Calgary. Miesiąc później w Cortinie załoga Kanady z Bissettem w składzie zajęła 1. miejsce w czwórce oraz 8 w dwójce, dzień później w Cesanie Bissett uplasował się jedną pozycję niżej. Na kolejnych zawodach kanadyjski bobsleista zajął pozycję 5 i 6. W tym czasie Bissett występował nieregularnie.
Na Mistrzostwach Świata w Altenbergu, załoga kanadyjska w składzie Lyndon Rush, Chris le Bihan David Bissett, Nathan Cross. Kanadyjczycy zakończyli swój udział w tych zawodach dopiero na 16 pozycji na 22 załogi, które ukończyły zawody.

### 2008/2009
W sezonie 2008/2009 Bissett występował nieregularnie. Sezon rozpoczął od startu w Winterbergu, gdzie z Luedersem zdobył 5. miejsce. 14 grudnia w czwórce zajął pozycję 17 najniższą od 22 stycznia 2006, kiedy zajął pozycję 25. W pierwszych zawodach w 2009 roku załoga Lueders, Bissett została zdyskwalifikowana jednakże dzień później w czwórce zajął 8 lokatę. Tydzień później zajął w zawodach Pucharu Świata 1. miejsce w dwójkach i 8 w czwórkach. Na następnych zawodach w Whistler Kanadyjczycy zdobyli odpowiednio 3 i 4 lokatę natomiast w Park City dwukrotnie zajęli 7 lokatę.
Na Mistrzostwach Świata w Lake Placid załoga z Bissettem w składzie zajęła 6 pozycję w dwójkach (skład Leuders, Bissett) i 10 w czwórkach (skład Leuders, Kotyk, Bissett, Kirripss).

### 2009/2010
Na Igrzyskach Olimpijskich w Vancouver, David Bissett zajął 15. miejsce w dwójce z pilotem Lydonem Rushem, w czasie zawodów został zmieniony przez Lascellesa Browna. W czwórce reprezentanci Kanady zdobyli brązowy medal (skład został uzupełniony przez Chrisa le Bihana.